# Smilgiai

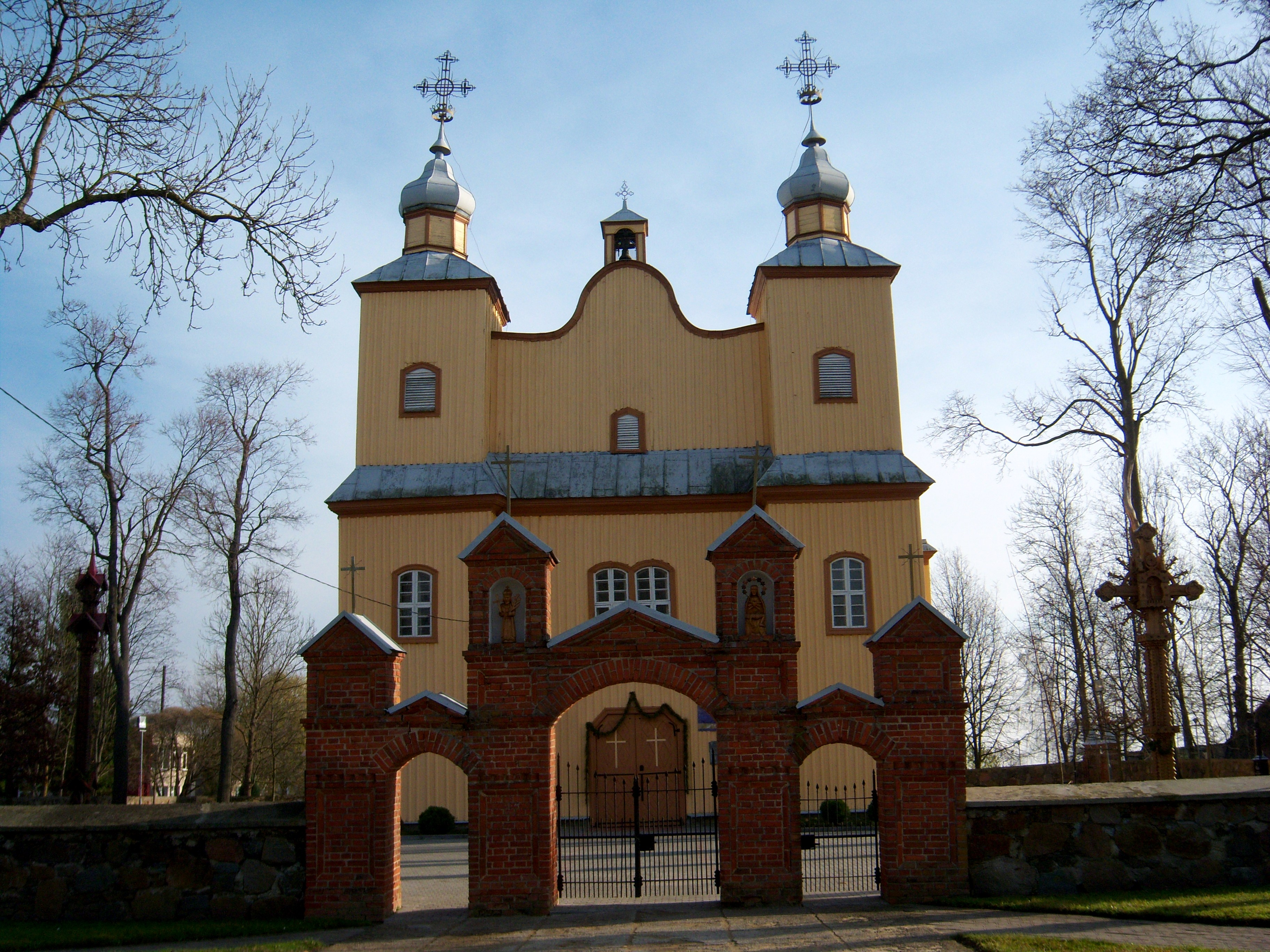
Kirche

Smilgiai ist ein „Städtchen“ (litauisch miestelis) mit 544 Einwohnern (2011) in Litauen, in der Rajongemeinde Panevėžys, an der Fernstraße Panevėžys–Šiauliai. Es ist das Zentrum von Amtsbezirk Smilgiai. 
Es gibt die katholische Kirche Smilgiai (seit 1858), einen Friedhof, die Mittelschule Smilgiai mit einem Landeskundemuseum, eine Bibliothek (seit 1947), ein Postamt (LT-38055). 1764 wurde die erste Kirche gebaut. 
2008 wurde das Wappen bestätigt.

## Name
Das Wort smilga bedeutet 'Straußgräser'.